# 필립 콕스

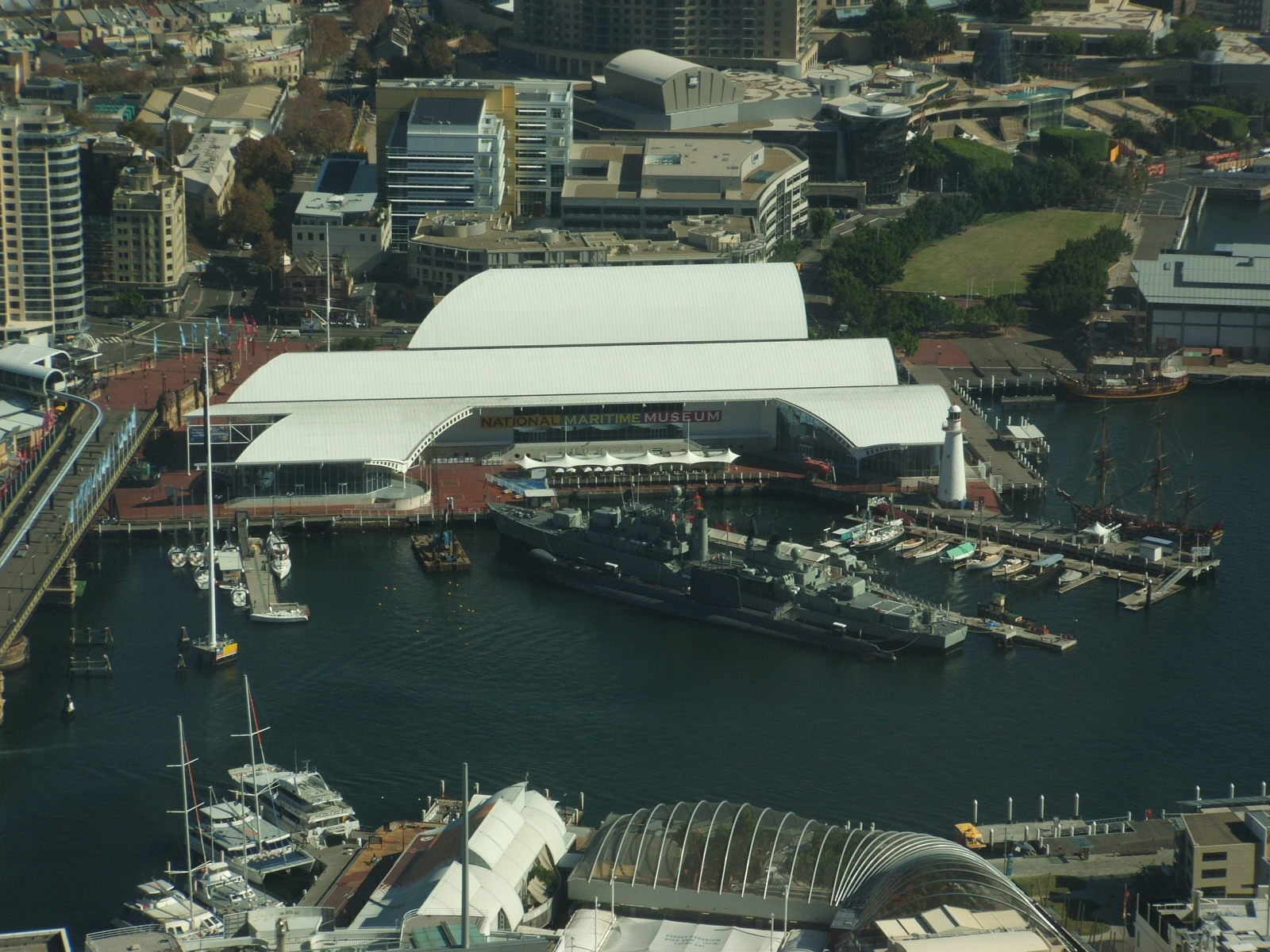
시드니, 뉴사우스웨일즈에 위치한 호주 국립 해상 박물관

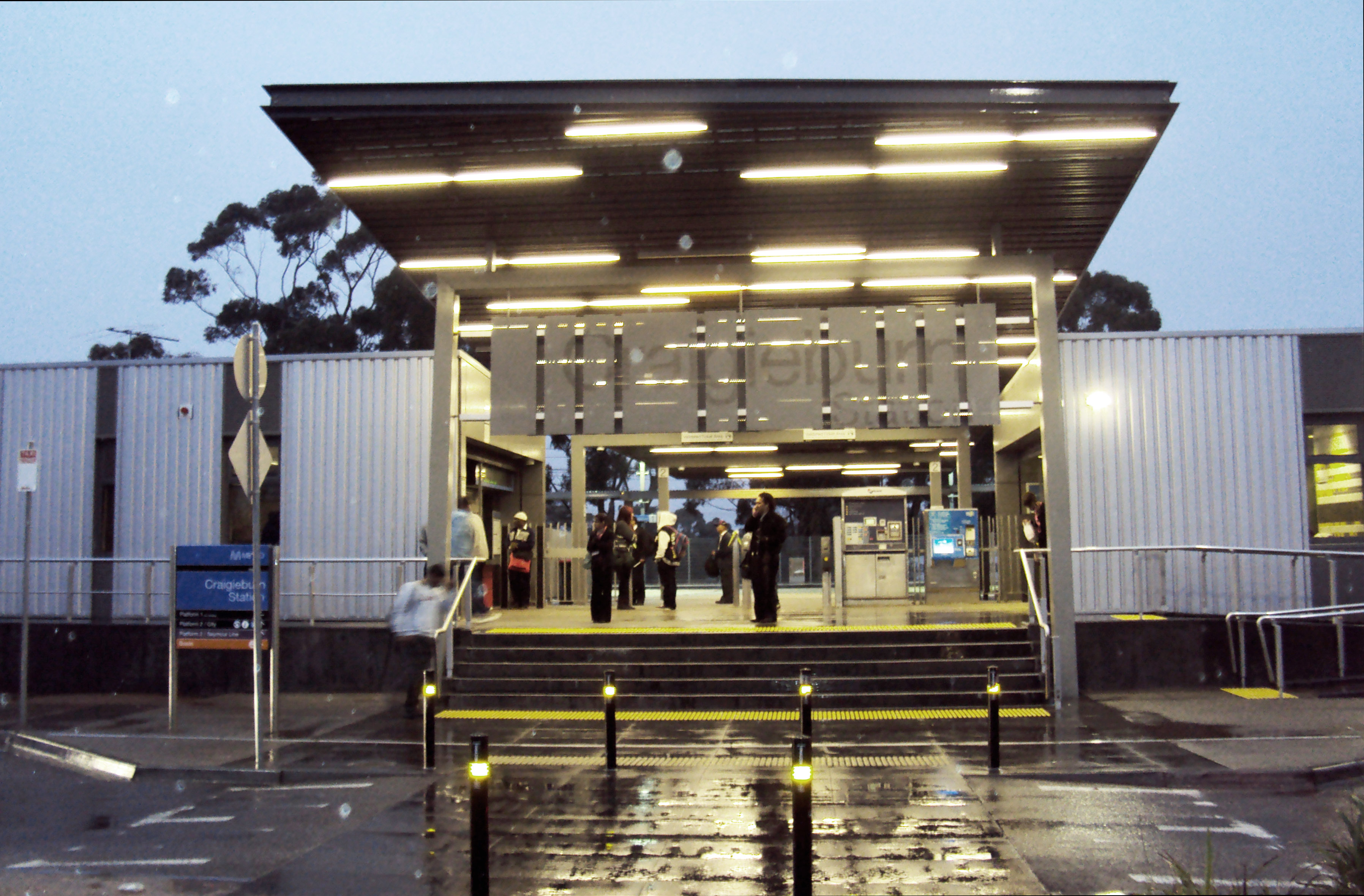
크레이기번 역, 빅토리아

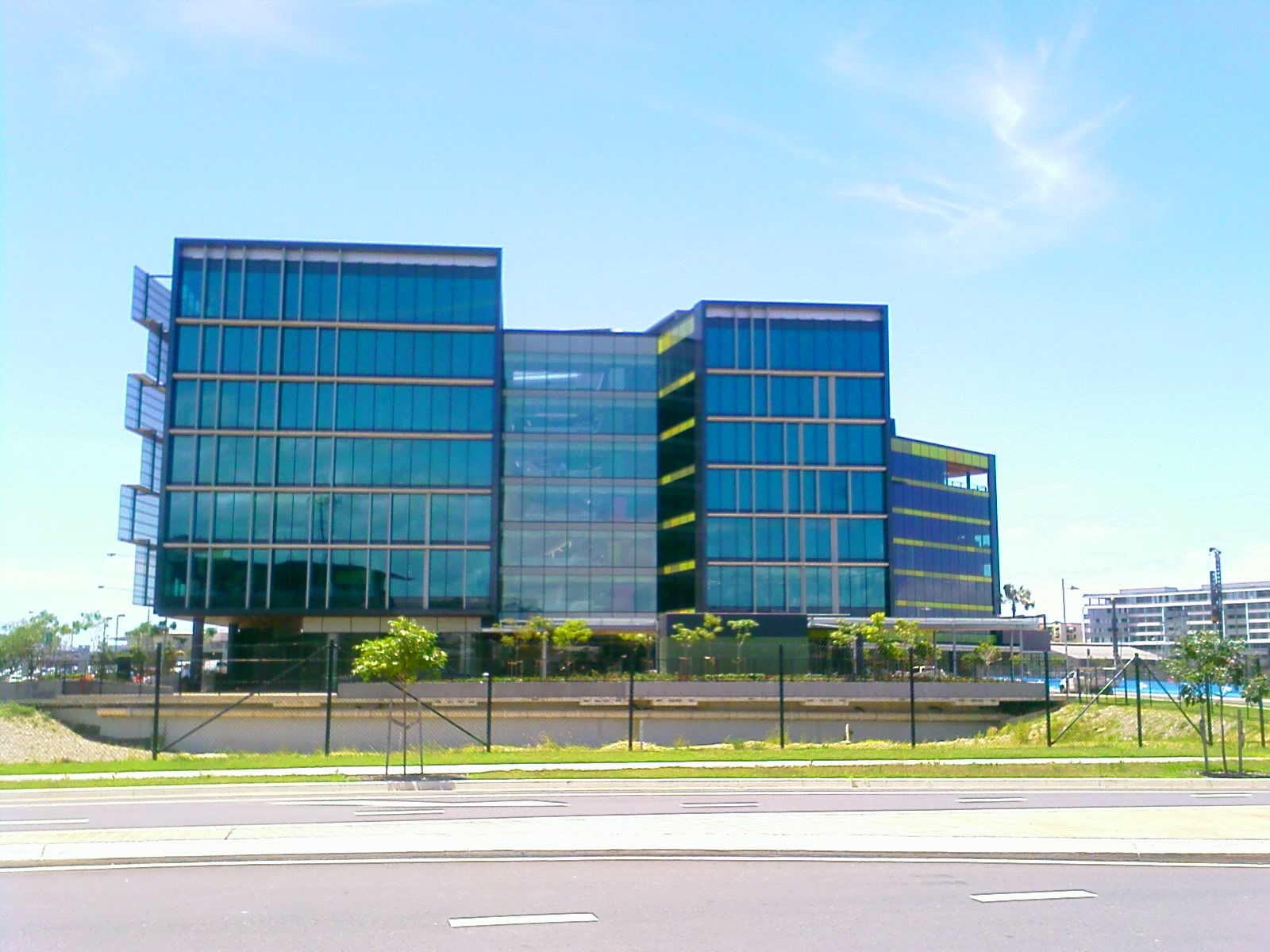
브리즈번, 퀸즈랜드에 위치한 Energex 본사

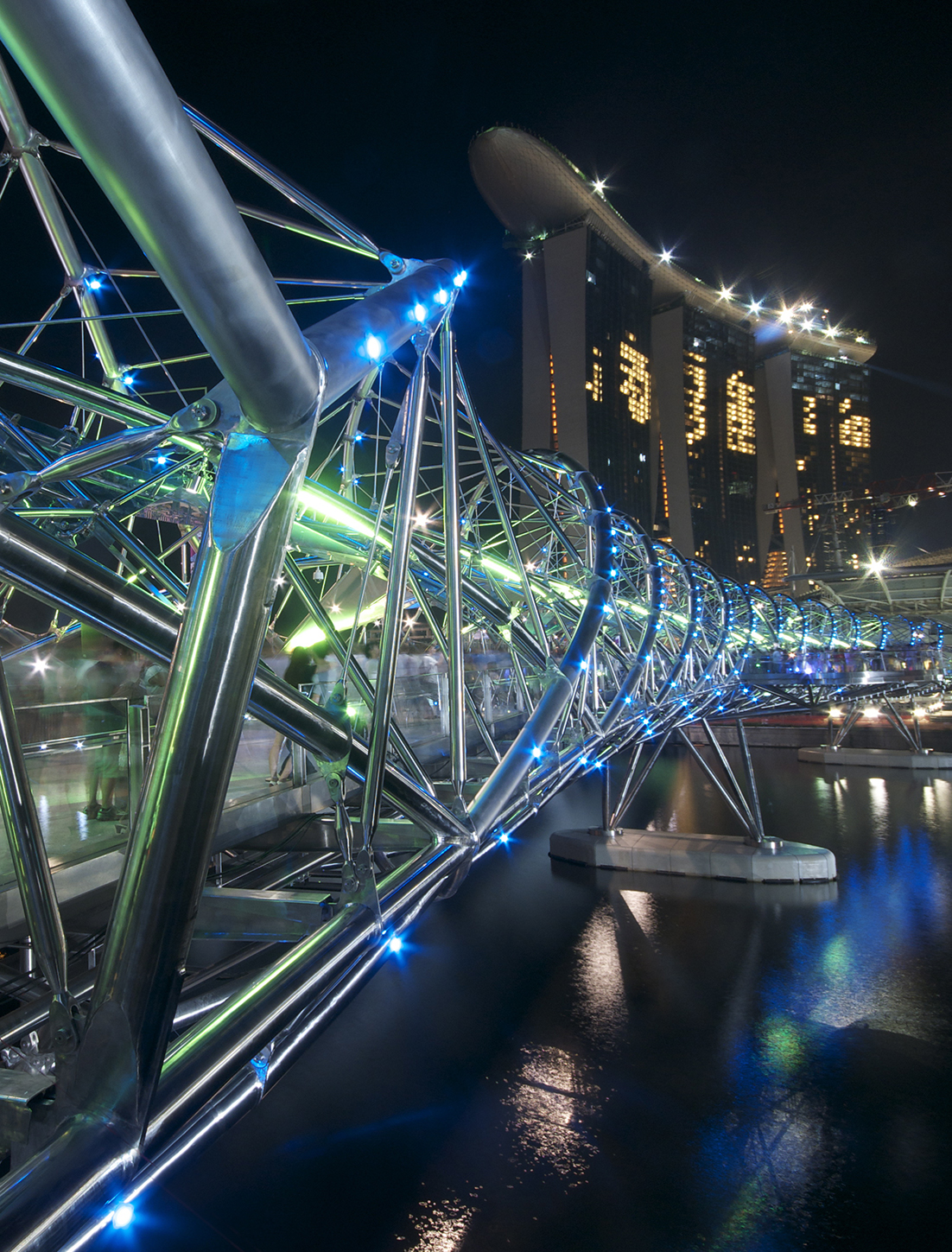
헬릭스 브릿지 야경, 마리나 베이, 싱가포르

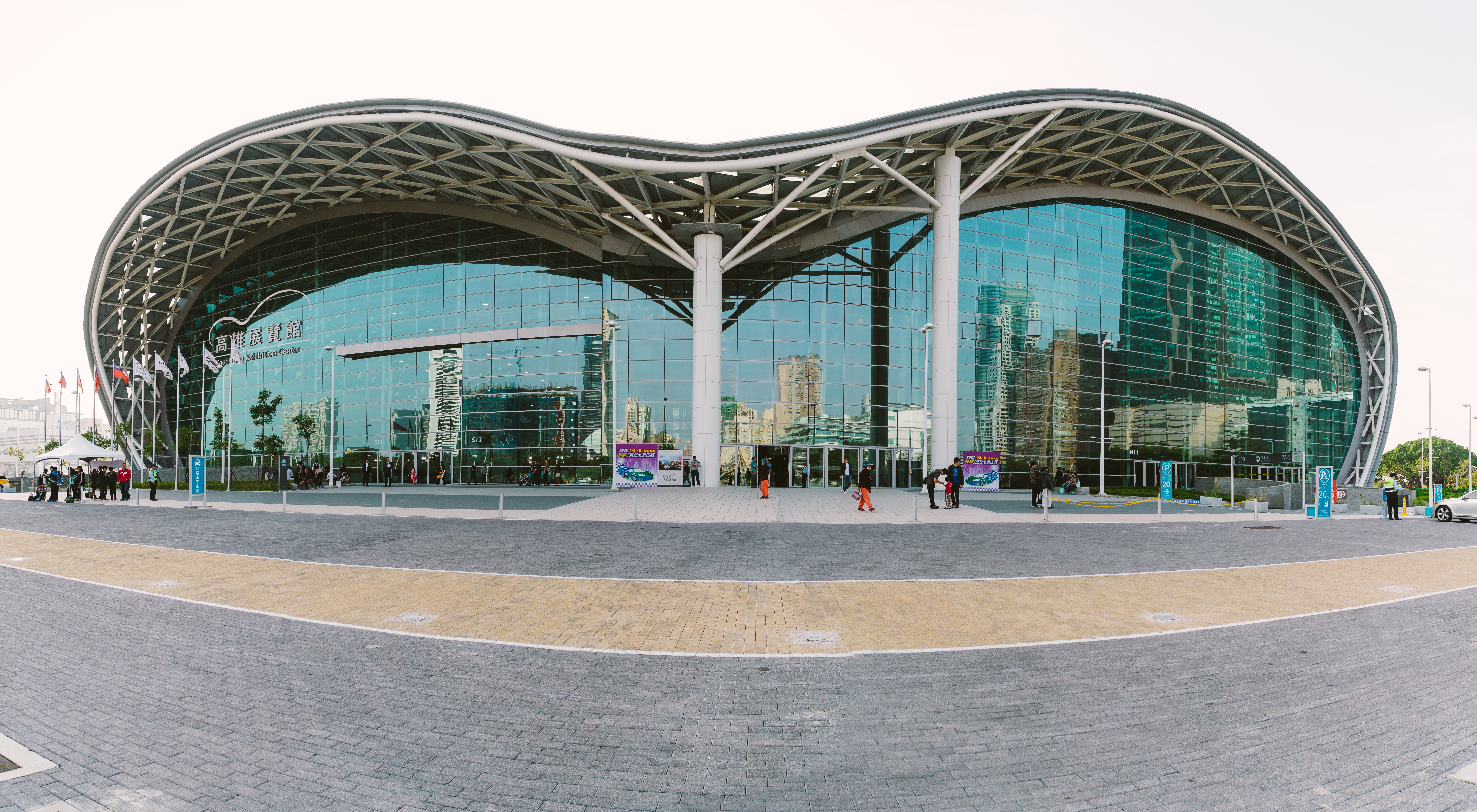
가오슝 박람회 센터, 가오슝, 타이완.

필립 서튼 콕스(Philip Sutton Cox, 1939년 10월 1일 ~ )는 호주의 건축가이다. 콕스는 호주의 대형 건축사사무소중 하나인 콕스 아키텍쳐의 창립 파트너다.
1962년 처음 건축사 사무소를 이언 맥케이와 함께 공동 개업했으며 1967년 자신의 개인 사무소인 Philip Cox and Associate를 창립하였다. 이후 이 건축사 사무소는 호주 전역과 두바이 등에 지사를 두고 있는 콕스 아키텍쳐로 성장한다. 약 50년 동안 호주, 동남아시아, 중국, 중동, 남아프리카와 유럽 등지의 모든 프로젝트의 설계에 관여하였고 콕스는 2015년 실무직에서 물러난다. 그의 초기 프로젝트는 Sydney School of Architecture 양식을 대표하는 것으로 알려져 있다. 그의 설계작들은 1963년 시드니 대학교를 졸업한 지 1년 만에 첫 수상을 포함한 여러 개의 상을 받았다. 가장 최근의 수상 실적은 1989년이다.

## 유년 시절과 교육
필립 서튼 콕스는 1939년 10월 1일 날 아버지인 론 콕스와 어머니인 매이 콕스의 두 번째 아이로 태어났다. 주디스라는 누나가 있다. 그는 시드니 노스쇼어에 위치한 킬라라에서 부유한 유년 시절을 보냈으나 그가 여섯 살 때 종전한 세계 2차대전 1개월 전 태어났다.
콕스는 고든 초등학교와 노스 시드니에 위치한 시드니 잉글랜드 성공회 고등학교를 졸업하였다. 고등학교 시절 1학년 예술 선생님은, 해리 세이들러가 극찬한 본교의 예술과 빌딩의 설계를 도운 존 립스콤이었다. 콕스는 비교적 어린 나이부터 고등학교 졸업 바로 전까진 확실하진 않았지만, 건축가가 되기로 결심하였다. 그는 커먼웰스 장학금을 받았으며 대학교 등록금에 장학금을 사용했다.
콕스는 시드니 대학교 건축학과에서 1962년 졸업한다. 이후 1970년에서 1975년 사이 뉴사우스웨일스대학교에서 이학박사 학위를 취득한다.

## 주요 건축 작품
콕스는 뉴사우스웨일즈주에 공공 주택용 미국식 래드번 디자인을 도입한 건축가이다.
콕스와 그의 설계사무소는 시드니 올림픽에 사용된 건축물을 포함한 여러 가지의 상징적인 공공 건축을 호주와 동남아시아에 설계하였다. 다음의 목록은 콕스와 그의 설계사무소가 직접 또는 컨소시엄을 통해 설계한 주요 건축물들을 요약한다.
| 완공 | 건축물                                          | 위치                                         | 수상 | 비고            |
| ---- | ----------------------------------------------- | -------------------------------------------- | --- | --------------- |
| 1963 | 성 앤드류 장로교회                              | 레핑턴, 남서 시드니, 뉴사우스웨일스          | 존 설맨 메달 (1965) | 철거됨          |
| 1965 | C B 알렉샌더 농업 전문 학교                     | 헌터 밸리, 뉴사우스웨일스                    | - 존 설맨 메달 (1965); - 블래켓 어워드 (1965) | [ 1 ] [ 2 ]     |
| 1969 | 호킨스 저택                                     | 19 노마 크레센트, 첼튼햄, 뉴사우스웨일스     | 윌킨슨 어워드 (1969) | [ 5 ]           |
| 1977 | 브루스 경기장                                   | 캔버라, 오스트레일리아 수도 준주             | | [ 1 ] [ 9 ]     |
| 1985 | 애이어스 바워 리조트                            | 율라라, 노던 준주                            | 젤맨 코웬 경 어워드 (1985) | [ 1 ]           |
| 1987 | 해일리버리 예배당                               | 스프링배일 로드, 멜버른, 빅토리아            | |                 |
| 1988 | 시드니 전시 컨벤션 센터                         | 달링 하버, 시드니, 뉴사우스웨일스            | 존 설맨 메달 (1989) | 철거됨(2013)    |
| 1988 | 로드 레이버 아레나                              | 플린더스 파크, 멜버른, 빅토리아              | | 재정비됨 (1995) |
| 1991 | 호주 국립 해양 박물관                           | 달링 하버, 시드니, 뉴사우스웨일스            | | [ 11 ]          |
| 1988 | 시드니 축구 경기장                              | 시드니, 뉴사우스웨일스                       | | 철거됨 (2019)   |
| 1995 | 브리즈번 컨벤션 & 전시 센터                     | 브리즈번, 퀸즐랜드                           | |                 |
| 1994 | 시드니 올림픽 공원 아쿠아틱 센터                | 시드니 올림픽 공원, 시드니, 뉴사우스웨일스   | |                 |
| 1997 | 시드니 하버 카지노                              | 달링 하버, 시드니, 뉴사우스웨일스            | | [ 9 ]           |
| 1999 | 시드니 슈퍼 돔                                  | 시드니 올림픽 공원, 시드니, 뉴사우스웨일스   | |                 |
| 1999 | 싱가포르 엑스포                                 | 창이, 싱가포르                               | |                 |
| 2001 | 호주 국립 와인 센터                             | 노스 테라스, 애들레이드, 남호주              | | [ 12 ]          |
| 1996 | 케언즈 컨벤션 센터                              | 케언즈, 퀸즐랜드                             | |                 |
| 2000 | 프린세스 알렉산드라 종합병원 재계발             | 브리즈번, 퀸즐랜드                           | |                 |
| 2001 | 굿윌 브릿지                                     | 사우스 뱅크, 브리즈번, 퀸즐랜드              | | [ 13 ]          |
| 2002 | 서호주 해양 박물관                              | 빅토리아 키, 퍼스, 서호주                    | |                 |
| 2004 | 브리즈번 치안법원                               | 조지 스트리트, 브리즈번, 퀸즐랜드            | |                 |
| 2005 | 챌린저 공과 대학교, 마린 캠퍼스                 | 프리맨틀, 서호주                             | |                 |
| 2006 | 북쪽 관중석, 멜버른 크리켓 그라운드             |                                              | |                 |
| 2007 | 국립 서커스 아트 대학교                         | 멜버른, 빅토리아                             | Award for Architectural Steel Design, 대형 프로젝트 부문. 호주 강철 협회 빅토리아주 지부 (2008) |                 |
|      | 서호주 고등 법원                                | 퍼스, 서호주                                 | |                 |
| 2008 | Australian Film, Television and Radio School    | Moore Park, Sydney, New South Wales          | State Commendation for Commercial Architecture, AIA NSW (2010) |                 |
| 2010 | Energex Headquarters                            | 틀:QLDcity, Brisbane, Queensland             | |                 |
| 2010 | 헬릭스 브리지                                   | 마리나 베이, 싱가포르                        | | [ 14 ]          |
| 2010 | 멜버른 직사각형 경기장 (AAMI 파크)              | 스포츠 엔터테인먼트 지역구, 멜버른, 빅토리아 | World’s Most Iconic and Culturally Significant Stadium, World Stadium Congress (2012) National Award for Public Architecture, AIA (2011) State Architecture Medal, AIA VIC, (2011) William Wardell Award for Public Architecture, AIA VIC (2011) | [ 9 ]           |
| 2012 | 원 원 원 이글 스트리트                          | 브리즈번 도심부, 퀸즐랜드                    | John Dalton Award for Building of the Year, AIA QLD (2013) Corian Design Awards Winner (Project) (2015) | [ 15 ]          |
| 2012 | Queensland Performing Arts Centre Refurbishment | South Bank, Brisbane, Queensland             | Interior Design Impact Award, AIDA (2016) |                 |
| 2013 | Neuroscience Research Australia                 | 틀:NSWcity, Sydney, New South Wales          | The People’s Choice Award, Randwick City Council (2013) |                 |
| 2014 | Kaohsiung Exhibition Center                     | Kaohsiung, Taiwan                            | Excellence Award, Chinese Institute of Engineers (2014) | [ 16 ]          |
| 2015 | Carnarvon Police and Justice Complex            | 틀:WAcity, Western Australia                 | |                 |
| 2016 | Anna Meares Velodrome                           | 틀:QLDcity, Brisbane, Queensland             | Venue for 2018 Commonwealth Games | [ 17 ]          |
| 2018 | 존 모내쉬 경 센터                               | Villers-Bretonneux, France                   | | [ 18 ]          |
| 2018 | 자카르타 국제 벨로드롬                          | 자카르타, 인도네시아                         | |                 |
| 2015 | 뉴캐슬 법원청사                                 | 뉴캐슬, 뉴사우스웨일스                       | |                 |
| 2021 | 오만 어크로스 에이지스 박물관                   | 무스카트, 오만                               | |                 |
| 2020 | 중국 국립 해양 박물관                           | 톈진, 중국                                   | |                 |
| 2020 | 크라이스트처치 재판 재난 서비스 지구            | 크라이스트처치, 뉴질랜드                     | |                 |

## 상
콕스는 Sir Zelman Cowen Award, 1984년 RAIA 금상, 1987년 RAIA Life Fellowship과 동년 미국건축사협회의 명예 펠로우십을 수상하였다. 1988년 건축부문의 공헌을 인정받아 오스트레일리아 훈장 오피서를 받는다. 1993년 국제 올림픽 위원회로부터 스포츠 건축상을 받았다.

## 개인사
콕스는 동료 건축가인 루이스 콕스와 1972년 결혼하였으며 두명의 자녀를 두고있다.

## 추가 문헌
- Cox, Philip Sutton (1997). 《Cox Architects : selected and current works》.
- Cox, Philip Sutton; Harrison, Stuart; Kaji-O'Grady, Sandra; Johnson, Anna (2008). 《Cox Architects & Planners》.
- 《A decade in review: Philip Cox》. 《Australian Design Review》. 2011년 7월 7일에 원본 문서에서 보존된 문서. 2021년 12월 11일에 확인함.
- 《Australian Architects: Philip Cox》. Canberra: Royal Australian Institute of Architects. 1984.
- 《Australian Architects: Philip Cox, Richardson & Taylor》. Canberra: Royal Australian Institute of Architects. 1988.
- Pickett, Charles (Curator) (2013년 11월 4일). “Casinos and stadiums: Philip Cox”. 《Inside the collection》. Museum of Applied Arts & Sciences. 2020년 8월 15일에 원본 문서에서 보존된 문서. 2016년 8월 21일에 확인함.
- Patrick Bingham-Hall (2020). Philip Cox: An Australian Architecture. Pesaro Publishing.